# 1802 en photographie
| Années de la photographie : 1799 - 1800 - 1801 - 1802 - 1803 - 1804 - 1805    |
| Décennies de la photographie : 1770 - 1780 - 1790 - 1800 - 1810 - 1820 - 1830 |

Cet article présente les faits marquants de l'année 1802 en photographie.

## Événements
- Thomas Wedgwood apporte une contribution majeure à la technique photographique en proposant une méthode chimique visant à copier les images visibles sur un support permanent (il s'agit de recouvrir un papier d’une couche de nitrate d’argent, à l’exposer à la lumière ambiante avec l'objet à reproduire placé devant, puis à le conserver dans une chambre noire) ; le physicien Humphry Davy, ami de Wedgwood, publie un article détaillant cette procédure dans le Journal of the Royal Institution of Great Britain : « An Account of a method of copying Paintings upon Glass, and of making Profiles, by the agency of Light upon Nitrate of Silver. Invented by T. Wedgwood Esq. with Observations by H. Davy » [Compte rendu d’une méthode pour copier des tableaux sur verre, et pour réaliser des contours, par l’intermédiaire de la lumière sur du nitrate d’argent][1].

## Naissances
- 8 avril : Jules Itier, photographe français, mort le 13 octobre 1877.
- 20 mai : David Octavius Hill, photographe écossais, mort le 17 mai 1870.
- 25 juin : Sarah Louise Judd, photographe américaine, morte le 11 octobre 1881.
- 2 août : Louis Désiré Blanquart-Évrard, chimiste, imprimeur et photographe français, mort le 28 avril 1872.
- 18 août : Félix-Jacques Moulin, photographe français, mort le 1er octobre 1879.
- 15 octobre : Alexandre Clausel, photographe français, mort le 13 mars 1884.
- Vers 1802 :
  - Lorenzo Suscipj, photographe italien, mort en 1855.